# Amphoe Non Khun
Amphoe Non Khun (in Thai อำเภอ โนนคูน) ist ein Landkreis (Amphoe – Verwaltungs-Distrikt) in der Provinz Si Sa Ket. Die Provinz Si Sa Ket liegt in der Nordostregion von Thailand, dem so genannten Isan. 

## Geographie
Amphoe Non Khun grenzt an die folgenden Distrikte (von Süden im Uhrzeigersinn): an die Amphoe Benchalak, Nam Kliang und Kanthararom in der Provinz Si Sa Ket, sowie an Amphoe Samrong der Provinz Ubon Ratchathani.

## Geschichte
Non Khun wurde am 1. September 1977 zunächst als „Zweigkreis“ (King Amphoe) des Amphoe Kanthararom mit den vier Tambon Non Kho, Pho, Bok und Nong Kung eingerichtet. 
Am 1. Januar 1988 wurde er zum Amphoe heraufgestuft.
Non Khun wurde auf Thai zunächst โนนคูณ geschrieben, später wurde die Schreibweise in โนนคูน geändert.

## Verwaltung

### Provinzverwaltung
Der Landkreis Non Khun ist in 5 Tambon („Unterbezirke“ oder „Gemeinden“) eingeteilt, die sich weiter in 80 Muban („Dörfer“) unterteilen.
| Nr. | Name      | Thai     | Muban | Einw. |
| --- | --------- | -------- | ----- | ----- |
| 1.  | Non Kho   | โนนค้อ    | 20    | 8.391 |
| 2.  | Bok       | บก       | 17    | 9.740 |
| 3.  | Pho       | โพธิ์      | 13    | 5.765 |
| 4.  | Nong Kung | หนองกุง   | 18    | 9.983 |
| 5.  | Lao Kwang | เหล่ากวาง | 12    | 5.184 |

### Lokalverwaltung
Es gibt fünf „Tambon-Verwaltungsorganisationen“ (องค์การบริหารส่วนตำบล – Tambon Administrative Organizations, TAO) im Landkreis:
- Non Kho (Thai: องค์การบริหารส่วนตำบลโนนค้อ)
- Bok (Thai: องค์การบริหารส่วนตำบลบก)
- Pho (Thai: องค์การบริหารส่วนตำบลโพธิ์)
- Nong Kung (Thai: องค์การบริหารส่วนตำบลหนองกุง)
- Lao Kwang (Thai: องค์การบริหารส่วนตำบลเหล่ากวาง)